# Direction centrale des renseignements généraux
La Direction centrale des renseignements généraux (in italiano: Direzione centrale per le informazioni generali), spesso chiamata Renseignements Généraux (RG), è stato il servizio di intelligence della Police nationale, responsabile della Direction générale de la Police nationale (DGPN) e, in definitiva, il Ministero dell'interno. Era anche responsabile del monitoraggio dei luoghi di gioco d'azzardo e dei circuiti di corse di cavalli.
Il 1º luglio 2008 è stata fusa con la Direction de la surveillance du territoire nella nuova Direction centrale du renseignement intérieur.

## Storia
Sebbene i servizi di intelligence della polizia siano apparsi nell'Ancien Régime, il termine "Renseignements Généraux" risale al 1907, con la creazione da parte del direttore della sicurezza generale, Célestin Hennion, di un dipartimento di intelligence parallelo ai servizi giudiziari.
Durante gli anni '30, le attività di gruppi fascisti come La Cagoule, alcuni dei quali manipolati da potenze straniere, innescarono la creazione di una Direction des services de renseignements généraux et de la police administrative (1937), seguita da un'Inspection Générale des Services de Renseignements Généraux et de la Police Administrative (1938).
Nel 1941, il regime di Vichy creò un proprio servizio, denominato Direction centrale des renseignements généraux.
Dopo la liberazione della Francia, il RG ha ripreso il ruolo che aveva negli anni '30. Nel contesto della decolonizzazione, hanno dovuto affrontare nuove minacce, in particolare l'emergere del terrorismo moderno con l'OAS.
Dal 1973, il compito di monitorare i confini francesi è stato affidato a un servizio dedicato, la Police de l'Air et des Frontières (PAF).
Dagli anni '90, il RG si è confrontato con nuovi eventi. Ora monitorano particolarmente l'islamismo radicale, i movimenti anti-globalizzazione e le sette.
Nel corso degli anni, ci sono state numerose accuse secondo cui il RG si è impegnato a spiare illegalmente giornalisti o oppositori politici del governo, apparentemente con qualche base. L'abolizione del RG o la sua integrazione con qualche altro servizio di polizia, come la DST, è stata suggerita più volte e infine attuata il 1º luglio 2008 (vedi Direction centrale du renseignement intérieur).
La particolarità del RG erano i loro rapporti di sintesi anonimi chiamati feuilles blanches (fogli bianchi).

## Organizzazione
L'RG è stato suddiviso in quattro sottodirezioni:
- Ricerca
- Analisi, prospettive e fatti della società
- Risorse e metodi
- Giochi e casinò

L'RG impiegava 3 850 dipendenti pubblici della polizia. Non erano coperti dalla classificazione di difesa (del loro nome, ad esempio), sebbene alcuni di loro avessero accesso per avere il nulla osta di sicurezza (alcuni dei file sono informazioni riservate).
I membri del RG non avevano una qualifica di polizia giudiziaria finché lavoravano per questo servizio, ad eccezione di quelli della sottodirezione "Giochi e casinò".
L'ultimo capo del RG era Joël Bouchité.

### Sottodirezione della ricerca
La sottodirezione della ricerca è responsabile dell'intelligence, della prevenzione e della repressione degli atti terroristici, in particolare monitorando i gruppi e le organizzazioni che potrebbero essere collegati a tali attività.

### Sottodirezione delle analisi, fatti prospettici e societari
La sottodirezione analisi, fatti prospettici e società è incaricata di analizzare e sincronizzare i dati raccolti da istituzioni sociali, finanziarie o di altro tipo.

### Sottodirezione risorse e metodi
La Sottodirezione risorse e metodi si occupa di reclutamento, logistica, documentazione e questioni giuridiche, nonché del budget e della formazione del personale.
Sottodirezione del gioco e dei casinò
La sottodirezione dei giochi e dei casinò controlla questi luoghi insieme alle corse dei cavalli e ha anche poteri di magistratura e polizia lì.